# 中森明菜のタスマニア紀行
『中森明菜のタスマニア紀行』（なかもりあきなのたすまにあきこう）は、2009年3月28日に放送された紀行番組。TBSチャンネルで放送された。

## 概要
中森明菜がオーストラリアタスマニア州の自然・食・街並みに触れつつ、4軒のワイナリーを訪問し紹介する紀行番組。
当初、メルボルン郊外を撮影予定で、番組タイトルを『中森明菜のオーストラリアワイン紀行』としていたが、2009年1月下旬に発生したメルボルン近郊の大規模な山火事により、ロケ地をタスマニア州に変更、番組タイトルも改めた。

## 出演
- 中森明菜
- 斉藤茂一（ナレーター）

## 再放送
- 2009年3月31日、19:30 - 20:30
- 2009年4月7日、21:00 - 22:00
- 2009年5月11日、21:00 - 22:00
- 2009年6月6日、深夜1:30 - 深夜2:30
- 2009年7月11日、深夜1:40 - 深夜2:40
- 2009年8月8日、深夜3:00 - 深夜4:00
- 2009年8月23日、13:40 - 14:30
- 2009年9月6日、21:00 - 22:00
- 2009年11月29日、15:00 - 16:00
- 2010年5月2日、深夜0:40 - 深夜1:40
- 2010年8月19日、10:00 - 10:50
- 2010年10月8日、23:00 - 23:50
- 2010年11月20日、9:00 - 9:55
- 2011年3月11日、10:00 - 10:50

## スタッフ
- プロデューサー: 矢島公紀

他